# Glaphyropyga himantocera
Glaphyropyga himantocera là một loài ruồi trong họ Asilidae. Glaphyropyga himantocera được Wiedemann miêu tả năm 1828. Loài này phân bố ở vùng Tân nhiệt đới.